# فرودگاه انیوا
فرودگاه انیوا (به انگلیسی: Aniwa Airport) یک فرودگاه همگانی با کد یاتا AWD است . این فرودگاه در کشور وانواتو قرار دارد و در ارتفاع ۲۱ متری از سطح دریا واقع شده است.

## شرکت‌های هواپیمایی و مقصدهای پروازی
| شرکت‌های هواپیمایی | مقصدهای پروازی                 |
| ----------------- | ------------------------------ |
| ایر وانواتو       | دیلون، فوتونا، آیپوتا، وایت‌گرس |